# Joaquín Bárbara y Balza
Joaquín Bárbara y Balza, né  le 18 décembre 1867 à Laudio, et mort le 10 septembre 1931 à Santander, fut l'un peintre espagnol de la fin du XIXe siècle et du début du XXe siècle.

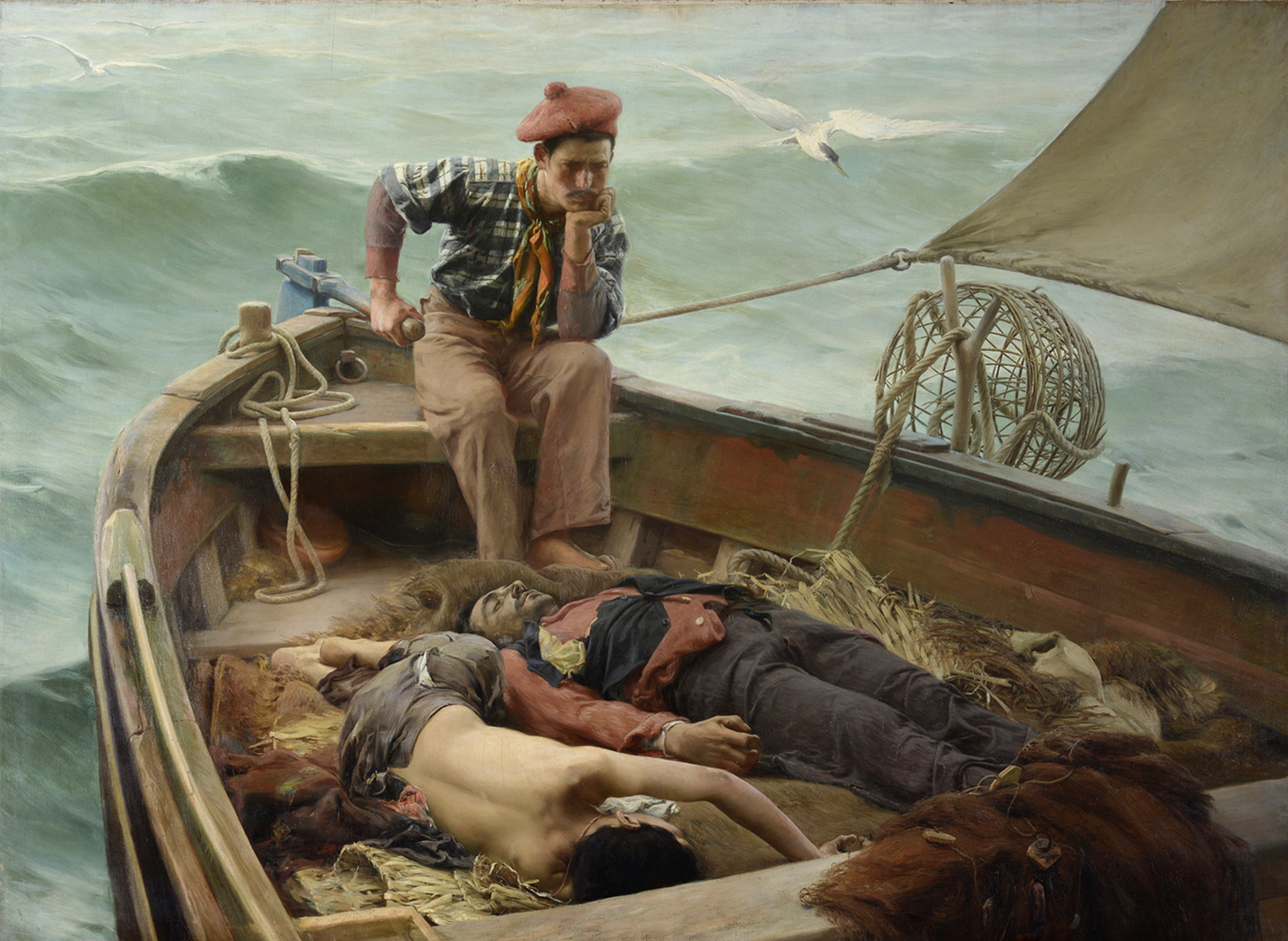
Naufragé. Joaquín Bárbara y Balza, 1896.